# Arabis pumila
Arabis pumila är en korsblommig växtart som beskrevs av Nikolaus Joseph von Jacquin. Arabis pumila ingår i släktet travar, och familjen korsblommiga växter. Inga underarter finns listade i Catalogue of Life.